# Брюханов, Антон Никитович
Антон Никитович Брюханов (20 декабря 1907, д. Бродово, Пермская губерния — 26 июля 1977, Кировград) — советский военнослужащий, участник Великой Отечественной войны, полный кавалер ордена Славы, командир саперного отделения 598-го отдельного саперного батальона, сержант — на момент представления к награждению орденом Славы 1-й степени.

## Биография
Родился 20 декабря 1907 года в селе Бродово (ныне — в Горноуральском городском округе Свердловской области). Окончил 4 класса. Возглавлял в колхозе полеводческую бригаду.
В июле 1941 года был призван в Красную Армию. В боях Великой Отечественной войны с декабря 1941 года. Воевал под Ленинградом, был связистом 388-го артиллерийско-пулеметного батальона. Был дважды ранен. Летом 1944 года, после госпиталя ефрейтор Брюханов был зачислен сапером 598-го отдельного саперного батальона 314-й стрелковой дивизии.
1-19 июня 1944 года при наступлении дивизии в районе города Зеленогорск ефрейтор Брюханов с саперами построил 6 мостовых переправ. В боях за город Выборг прокладывал путь танкам через реки и топкие места, снял более 10 вражеских мин.
Приказом от 1 июля 1944 года ефрейтор Брюханов Антон Никитович награждён орденом Славы 3-й степени.
После доукомплектования 314-я стрелковая дивизия приняла активное участие в Висло-Одерской наступательной операции. В этих боях, при освобождении братской Польши, младший сержант Брюханов вновь отличился.
В январе 1945 года в боях юго-восточнее населенного пункта Сташув младший сержант Брюханов, со своим отделением под огнём сопровождая самоходно-артиллерийские установки, проделывал проходы в минных и проволочных заграждениях, оказывал помощь в преодолении противотанковых рвов, находил объездные пути.
Приказом от 25 января 1945 года младший сержант Брюханов Антон Никитович награждён орденом Славы 2-й степени.
В дни, когда в столице Чехословакии Праге лилась кровь восставших чешских патриотов, 314-я стрелковая дивизия в составе войск совершала трудный марш, спеша на помощь братскому народу.
В ночь на 7 мая 1945 года Брюханов проделал 8 проходов в минных полях, обеспечив продвижение танков и САУ. 8 мая в боях на подступах к городу Глатц отделение сержанта Брюханова разминировало 2 моста через реку Нейсе, было снято свыше 300 кг взрывчатки. Продвигаясь в передовом охранении, саперы захватили автомобиль с вражеским офицером, взяли в плен 17 вражеских солдат.
Указом Президиума Верховного Совета СССР от 27 июня 1945 года за образцовое выполнение заданий командования в боях с захватчиками на завершающем этапе Великой Отечественной войны сержант Брюханов Антон Никитович награждён орденом Славы 1-й степени. Стал полным кавалером ордена Славы.
В 1945 году был демобилизован. Вернулся на родину. Работал в Тагильском лесопункте Уральского леспромхоза. В 1968 году ушел на заслуженный отдых. Последние годы жил в городе Кировград Свердловской области.
Скончался 26 июля 1977 года. Похоронен на кладбище города Кировграда Свердловской области.
Награждён орденами Славы 3-х степеней, медалями.